# アルマン・リュネル

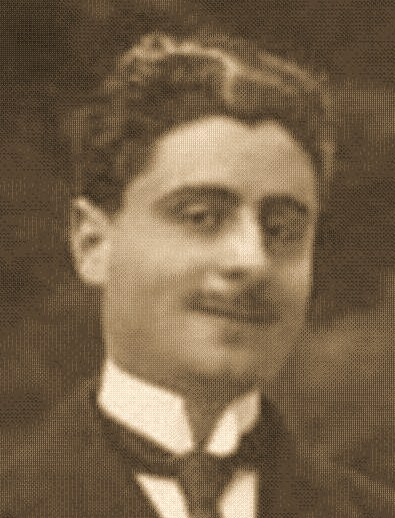
アルマン・リュネル

アルマン・リュネル（Armand Lunel, 1892年6月9日 - 1977年11月3日）は、フランスの作家。シュアディート（ユダヤ＝プロヴァンス語）の最後の話者として知られる。
エクス＝アン＝プロヴァンス生まれ。同郷のユダヤ人で作曲家であるダリウス・ミヨーの幼馴染。シュアディートの民話に基づくミヨーのオペラ『エステル・ド・カルペントラ』（1938年）や、『オルフェスの不運』（1924年）のために台本を執筆した。
彼の死によってシュアディートは死語になったとされている。